# Балеарска Острва
Балеарска Острва или Балеари (шп. Islas Baleares или Baleares, кат. Illes Balears или Balears) је аутономна заједница Шпаније која се налази на острвима архипелага у Средоземном мору.
Архипелаг се састоји од две групе острва:
- Острва Химнесијас (шп. Islas Gimnesias): Мајорка (шп. Mallorca), Менорка, (шп. Menorca}), Кабрера (шп. Cabrera}) и још неколико омањих острва
- Острва Питијусас (шп. Islas Pitiusas): Ибиза (шп. Ibiza) и Форментера (шп. Formentera) поред неколико омањих острва.

Главни град је Палма де Мајорка (шп. Palma de Mallorca) који се налази на највећем острву, Мајорци. Званични језици су каталонски и шпански.
Рибарство, пољопривреда и туризам су главна извор прихода на острвима. Узгајају се тропско воће, грожђе, маслине, пшеница, смоква, поврће, и бадеми. Воће, вино, маслиново уље и свиње се извозе. Главне индустрије су производња ципела и мајолика лонаца.
Острва су позната као одмаралишта. Први становници су били Ибери. Касније ће на острва долазити Феничани и Грци, а нешто касније освојиће их Картагињани и на крају, Римљани. У 8. веку претрпеће освајачке походе Мавара и постали су база пиратима. Ђауме I, краљ Арагона, истерао је Маваре 1229. године.

## Становништво
| 1970.   | 1981.   | 1991.   | 2001.   | 2011.     |
| ------- | ------- | ------- | ------- | --------- |
| 558.287 | 655.945 | 708.138 | 841.669 | 1.100.513 |